# Історія та правознавство
«Історія та правознавство» — український науково-методичний журнал для вчителів історії та правознавства. 

## Історія та зміст
Заснований у 2003 році у Харкові видавничою групою «Основа». Видання припинено в 2020 році.
Виходив тричі на місяць українською мовою. Тираж — 4610 примірник. 
Рубрики: «Кафедра», «Професійна майстерність», «Готуючись до уроку», «Я атестуюсь», «Історичний календар». 
Головний редактор — Харківська Н. (з 2004 року).